# وویادی
وویادی (انگلیسی: Voyady) یک شهرک در شهرستان یانائولسکی استان باشقیرستان کشور روسیه است.